# شهادة هيروشيما
شاهد هيروشيما، الذي صدر أيضًا باسم صوت هيباكوشا، هو فيلم وثائقي يعرض 100 مقابلة مع أشخاص نجوا من القصف الذري لهيروشيما وناغازاكي، والمعروفين أيضًا باسم الهيباكوشا. تم إنتاج شاهد هيروشيما في عام 1986 من قبل مركز هيروشيما للسلام الثقافي و NHK، شركة البث العامة في اليابان.

## روابط خارجية
- (بالإنجليزية) Recorded Testimony of A-bomb Survivors نسخة محفوظة 2 يوليو 2007 على موقع واي باك مشين.
- (بالفرنسية) links about witness